# Dantes mysterier
Dantes mysterier är en svensk dramafilm från 1931 i regi av Paul Merzbach.
Filmen premiärvisades 23 februari 1931 på biograf Skandia i Stockholm. Den spelades in i Filmstaden Råsunda av Åke Dahlqvist. Filmen producerades i en samtida engelsk upplaga Dante's Mysteries med samma rollista där en person utbytts, andre boven är Alexander Field. 

## Roller i urval
- Harry August Jensen - trollkonstnären Dante
- Elisabeth Frisk - fru Dante/fru Dantes jungfru/kinesflickan
- Zarah Leander - gäst på Café Grand/demonen
- Eric Abrahamsson - ena boven
- Gustaf Lövås - andra boven
- Eric Gustafsson - hovmästaren på Café Grand
- Eva Leckström - ena tändsticksflickan
- Ulla Söderbaum - andra tändsticksflickan
- Helge Kihlberg - gäst på Café Grand
- Frithiof Hedvall - gäst på Café Grand
- Charlie Almlöf - journalist
- Paul Hagman - journalist
- Georg Fernquist - journalist
- Sune Holmqvist - en piccolo
- Gunhild Sundelius - gäst på Café Grand

## Musik i filmen
- Demonen (Jag vet, vad ingen annan kvinna vet), kompositör Jules Sylvain, text Svasse Bergqvist, sång Zarah Leander
- La belle Hélène (Den sköna Helena), kompositör Jacques Offenbach, fransk text Henri Meilhac och Ludovic Halévy svensk text Palle Block, instrumental.
- Les Brigands (Frihetsbröderna), kompositör Jacques Offenbach, instrumental.
- Orphée aux enfers (Orfeus i underjorden), kompositör Jacques Offenbach, instrumental.
- La muette de Portici, uvertyr (Den stumma från Portici, uveryr), kompositör Daniel François Ésprit Auber, instrumental.
- Le maçon (Muraren), kompositör Daniel François Ésprit Auber, instrumental.
- Oberon' uvertyr, kompositör Carl Maria von Weber, instrumental.
- Ständchen (Horch, horch, die Lerch im Ätherblau), kompositör Franz Schubert, engelsk text William Shakespeare tysk översättning A.W. von Schlegel, instrumental.
- Tändsticksbaletten, kompositör Eric Westberg, dans Eva Läckström och Ulla Söderbaum, instrumental.
- Gubben Noak, text Carl Michael Bellman, instrumental.
- Älvsborgsvisan (Ny Elfsborgsvisa/Den blomsterprydda gondolen gled), text August Wilhelm Thorsson, instrumental.
- Kovan kommer, kovan går (Gesällvisa), text Emil Norlander, instrumental.
- Mandom, mod och morske män, text Richard Dybeck, instrumental.